# Brussels (dialect)
Het Brussels is de naam voor het Zuid-Brabantse stadsdialect dat men vanouds in Brussel spreekt.
Sedert de late negentiende eeuw werd dit dialect geleidelijk aan vervangen door het Frans - onder meer door de verfransing van Brussel - en na de Tweede Wereldoorlog in geringere mate ook door het Algemeen Nederlands. Hierdoor spreekt nu nog slechts een klein deel van de Brusselse bevolking het traditionele dialect. 

## Geschiedenis
Na de Grote Volksverhuizing raakte de streek langs de Zenne door de Germanen bevolkt. Brussel lag midden in het Germaanse taalgebied. De Germaans-Romaanse taalgrens lag toentertijd nog wat verder naar het zuiden toe. Hiervan getuigen nog verschillende plaatsnamen in het huidige Waals-Brabant. Ook de naam Brussel zelf is van Germaanse oorsprong: de oudste vermelding luidt Bruocsella, waarin we duidelijk het Oudnederlandse bruoc "broek(land), moeras" en sella "zele, nederzetting" herkennen. In de middeleeuwen begonnen er zich in zuidelijk Brabant duidelijke taalveranderingen af te tekenen. Brussel, toen met Mechelen en Leuven een van de machtigste steden van het zuiden, had ook op taalkundig vlak veel prestige, en hielp mee de typische dialectkenmerken van het Brabants ver over de Nederlanden te verspreiden (zgn. Brabantse expansie). Het Brussels heeft daardoor een niet onbelangrijke rol gespeeld in het ontstaan van de Nederlandse standaardtaal.
Na de Tachtigjarige Oorlog was de macht van de Zuidelijke Nederlanden sterk verminderd en het prestige van hun taal gebroken. In cultureel opzicht sloot het gebied zich meer en meer bij Frankrijk aan. Doordat het Frans de algemene schrijftaal werd, groeiden de Vlaamse dialecten uit elkaar. Zo werd het Brussels moeilijk(er) te verstaan voor bijvoorbeeld Antwerpenaren, Leuvenaren of Mechelaren. In de achttiende eeuw vond het Frans ook ingang als spreektaal, zij het slechts bij de elite. Dit proces zette zich in de negentiende eeuw door en Brussel verfranste veel sneller dan welke andere Vlaamse stad dan ook, zodat het Brussels sociaal gekleurd raakte. In 1846 was volgens een volkstelling al 37% van de bevolking Franstalig (tegen 5% in Gent en slechts 2% in Antwerpen). Wie Brussels sprak, behoorde vanaf de late negentiende eeuw tot de volksklasse.
Vanaf dat moment ging het nog harder achteruit. Brusselaars probeerden steeds meer hun best te doen Frans te spreken, wat vaak tot een matig soort Frans met veel al te letterlijke vertalingen uit het Vlaams leidde. Dit werd vaak bespot in volkskomedies waarin leden van de middenklasse ten tonele werden gevoerd. Frans met Vlaamse invloeden, onbewust dan wel moedwillig, geldt nog steeds als onmiskenbaar Brussels. In deze tijd begon men langzaam sympathie voor het dialect te ontwikkelen, nu het langzaamaan in zijn voortbestaan bedreigd leek. Het Brussels, op dat moment vooral nog levendig in de volksbuurt van de Marollen, dook frequent op in verhalen die zich in deze stad afspeelden en het rasechte "Brusselse Ket(s)je" werd op een voetstuk geplaatst.
Het Brussels kreeg de genadeklap toen na de oorlog de Marollen gesloopt werden: de sprekers verspreidden zich over buurten die inmiddels grotendeels verfranst waren. De verfransing van Brussel-Stad had intussen ook in de voorsteden ferm om zich heen gegrepen. Ook het naoorlogse taalbeleid droeg bij aan het verval: wie Brussels sprak, werd geacht een Nederlandstalige te zijn en hoorde behoorlijk ABN te kunnen spreken. De grote verandering kwam aan het eind van de twintigste eeuw, toen in België de dialectrenaissance begon. Sindsdien worden er tal van activiteiten in het Brussels gehouden en lijkt het dialect aan een tweede leven als literair-culturele taal te zijn begonnen.

## Kenmerken van het Brussels

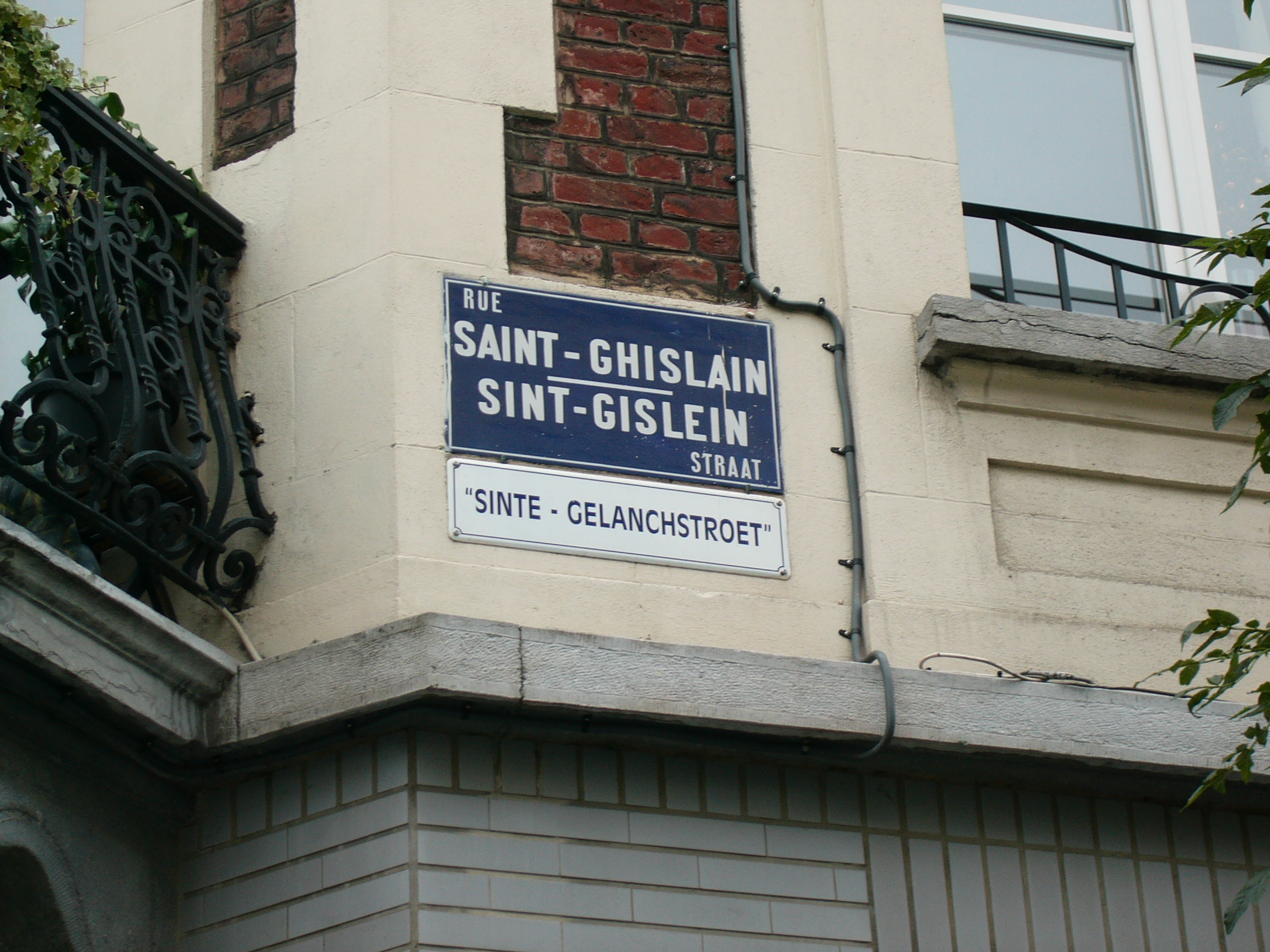
Straatnaambord in de Marollen in het Frans, Nederlands en Brussels. De aa van het Standaardnederlands ("straat") is in het Brussels geëvolueerd tot een oe ("stroet")

### Klanken
Het Brussels onderscheidt zich in hoge mate van het Standaardnederlands in zijn klanken. Vooral de lange klinkers wijken sterk af, zoals in de meeste Zuid-Brabantse dialecten het geval is.

#### Klinkers
De ei en ij [ɛi̯] zijn verwijd tot aai [ai̯] of aa [aː], net zoals in het Antwerps. 
De Nederlandse ui [œy̯] correspondeert met de Brusselse oei [ui̯]. Deze klank treft men onder meer ook in het Leuvens aan.
De aa uit het Standaardnederlands heeft zich in het Brussels verder van de oorspronkelijke klank ontwikkeld dan in welk dialect dan ook. De aa [a:] is via ao [ɑ:] (zoals in het Nederlandse Brabants), oa [ɔ:] (zoals in het Antwerps) en oo [o:] (zoals in het Leuvens) geëvolueerd tot oe [u:]. Water noemt men in deze stad dus woeter. Interessant is het om te constateren dat in het Hoofdstedelijk Gewest alle tussenfasen - waater, waoter/woater, wooter - ook voorkomen. Volgens een onderzoek uit 1934 voor de Reeks Nederlandse Dialectatlassen (Vangassen 1934) sprak men toen in Haren en Neder-Over-Heembeek de aa nog ongeveer uit als in het Standaardnederlands. In Sint-Agatha-Berchem deden alleen de ouderen dat - de jongeren gebruikten ao. De jongeren van toen zijn nu zelf ouderen, dus men mag aannemen dat men daar thans onder dialectsprekers (voor zover nog aanwezig) slechts waoter hoort. Deze klank werd als enige mogelijkheid genoteerd voor Jette, Ganshoren en Laken. De oo kwam voor ten oosten van Brussel, in Evere, Sint-Lambrechts-Woluwe en Sint-Pieters-Woluwe, en in Ukkel. Voor de rest van de gemeenten die thans het Hoofdstedelijk Gewest vormen gaf men de oe op: behalve Brussel zelf zijn dat Koekelberg, Sint-Jans-Molenbeek, Anderlecht, Sint-Gillis, Elsene, Vorst, Sint-Joost-ten-Node, Schaarbeek, Etterbeek, Oudergem en Watermaal-Bosvoorde. Deze plaatsen hadden de oe naar alle waarschijnlijkheid onder Brusselse invloed overgenomen. Daar in 1934 het Brussels al grotendeels verdwenen was oefende het toen geen invloed meer uit op de omliggende dialecten; het lijkt dus aannemelijk dat de realisatie van de aa sindsdien niet veranderd is.

#### Medeklinkers

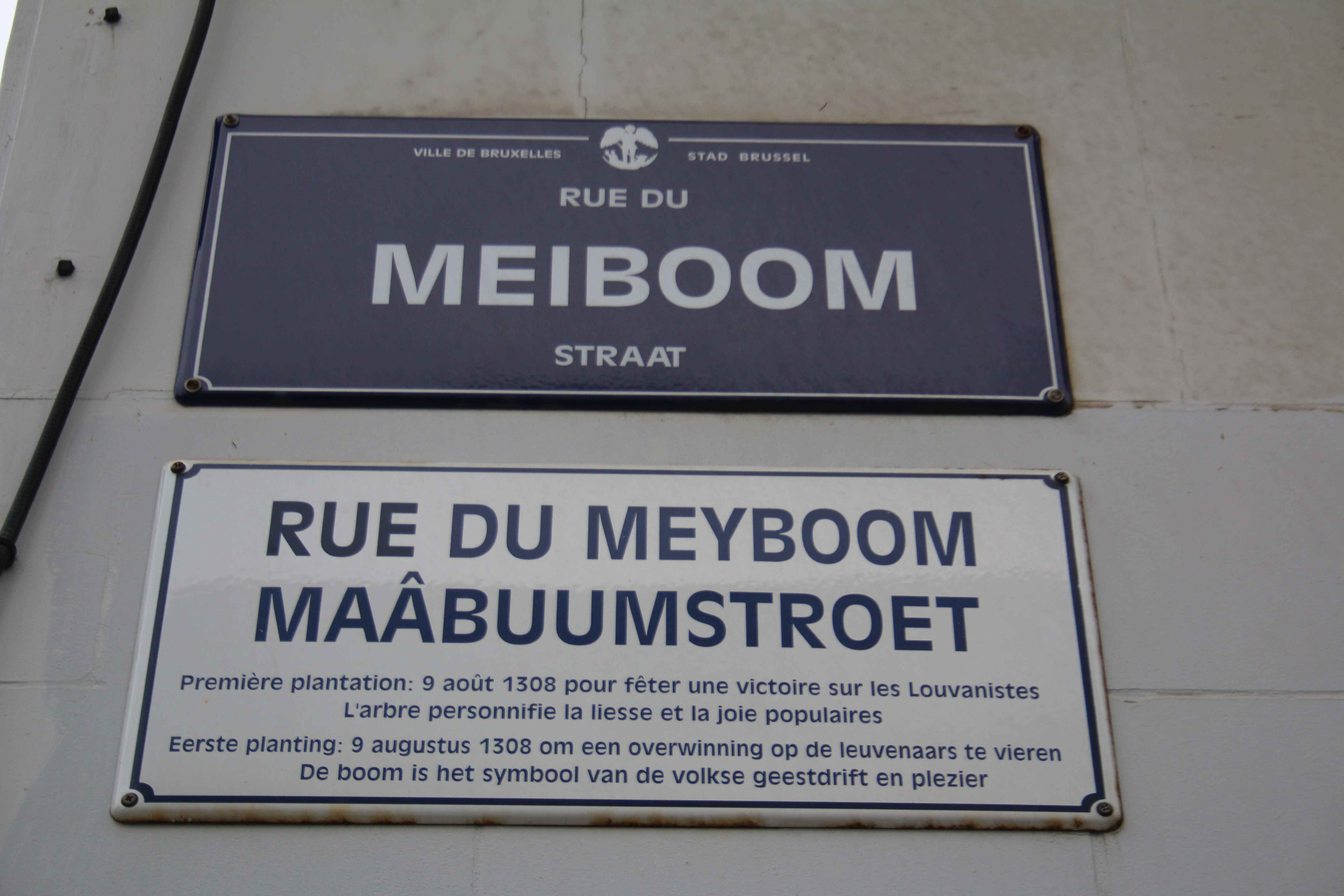
Maâbuumstroet

Brussel was de eerste Vlaamse stad die de velare, Franse r van de bovenlaag der bevolking overnam, en tot voor kort was het Brussels naast het Gents het enige dialect in Vlaanderen dat dit kenmerk bezat. Deze in de keel gevormde r werd in het reeds aangehaalde onderzoek uit 1934 genoteerd voor Brussel-Stad, Laken, Evere, Schaarbeek, Sint-Joost-ten-Node, Etterbeek, Elsene, Vorst, Sint-Jans-Molenbeek en Koekelberg en heeft zich sindsdien naar alle waarschijnlijkheid nog verder verspreid.
In het Brussels - en wel alleen in de stad, niet in de voorsteden - kent men mouillering van de t en de d; dit wil zeggen dat deze klanken op bepaalde plaatsen ongeveer als t(s)j en d(z)j worden uitgesproken, iets wat men ook aantreft in sommige Limburgse dialecten en in de Denderstreek. Men zegt in Brussel dan ook Gotj me aa kindj oeit de windj of 't weut nog blindj ("Ga met je kind uit de wind of het wordt nog blind").

### Taaleigen
- onaangekondigde overgang van de ene taal in de andere
  - Ei kreig va zainen adversaire ne coup d'tête in zain moegt. (Hij kreeg van zijn tegenstander een kopstoot in zijn maag.)
  - Ei aa gienen débouchonneur. (Hij had geen ontstopper.)
  - Il est kroemmeneil zat. (Hij is stomdronken).
  - K'em a carrément de woeraait gezeit. (Ik heb je vierkant de waarheid gezegd.)
  - De quinze ei gedérailleid on den aiguillage van den Avenue Louise. (De vijftien is ontspoord aan de wissel van de Louizalaan.)
  - C’est une onnuzel treis. ('t Is een dwaze trien.)
  - Ge zai nen imbécile. (Je bent een dwaas.)
  - Il sort manger avec sa mokke. (Hij gaat uit eten met zijn liefje.)
  - Tu deviens peike, tu sais, kameroet. (Je wordt een oud ventje, hoor maat!)
  - Tu es un dikken broebeleir. (Je bent een grote blaaskaak.)

- specifieke woordenschat (vooral scheldwoorden)
  - ne pei, e peike: een (oudere) man
  - en mei, e meike: een (oudere) vrouw
  - ne pottepei: iemand die graag een biertje lust (niet zo erg als drankorgel)
  - ne labbekak: iemand die eerder flauw, vreesachtig van aard is
  - caliche: zoethout
  - calichezap: eig. sap van zoethout, d.i. een minderwaardige drank (vb. koffie) die niet lekker smaakt
  - zievere: schertsen (zeveren) (het niet ernstig menen) > Da's giene ziever! (Dit is geen lachertje.)
  - e mokke: een liefje (mokkel), vandaar een aardig meisje
  - daštere (> nen daštereir): knoeien of treuzelen
  - ne fafoel: iemand die houdt van snoeven, hovaardige
  - kažoebere (> ne kažoebereir): in vuilnisbakken scharrelen
  - rijke variatie aan scheldwoorden: skieve lavabo, skieve archetec (onbekwaam architect), amelaiken dojker (heimelijke duiker, gluiperd), tallurelekker van ’t gasthois (bordenlikker van het ziekenhuis).

- Franse stam + Vlaams suffix of omgekeerd
  - fils-ke: jongen
  - débouchonn-eiren: ontstoppen/ontkurken (vb. Ei aa gienen débouchonneur vi da fleske te débouchonneire)
  - ne zwanz-eur: een lolbroek

- letterlijke vertaling van een Nederlandse uitdrukking naar het Frans (zelden omgekeerd), waardoor groteske fouten ontstaan:
  - J’espère que ça va pas continuer à rester durer. (Ik hoop dat het niet gaat blijven duren.)
  - Je vais faire mes grosses courses, hein motje. T’as rien besoin? (Ik ga mijn wekelijkse inkopen doen, hoor meisje. Heb je niets nodig?)
  - Il a une pièce dans ses bottes. (Hij heeft een stuk in zijn laarzen). d.i. Hij is stomdronken)
  - Arrive une fois, filske! (Kom 'ns, jongen!)

- op basis van dit laatste worden bij wijze van grap weleens fictieve zinnen bedacht, zoals:
  - Nous sommes o chemin. (We zijn weg)

## Het dialect in de media
- Drie van de albums van Kuifje, waarvan de auteur Hergé in Brussel opgroeide, zijn vertaald in het Brussels. In de reguliere Kuifje-albums zijn echter ook sporen van het Brussels dialect terug te vinden. Zo praten de Arumbaya-indianen in Het gebroken oor en Kuifje en de Picaro's en de Syldaviërs en Borduriërs in De scepter van Ottokar, Raket naar de maan en De zaak Zonnebloem Brussels zoals dat door de Brusselse Vlamingen in de Marollen wordt gesproken. Deze taalgrapjes werden niet door de Nederlandse vertaler toegevoegd, maar staan zelfs in de originele Franstalige versie van "Kuifje". Hergés grootmoeder langs moederskant was namelijk afkomstig uit de Marollen en sprak enkel haar Vlaamse dialect.
- In de eerste verhalen van Suske en Wiske heette Schanulleke Schalulleke, wat Brussels is voor lente-ui.
- Meneer Pheip gebruikt in de strip Nero geregeld Brusselse en andere half Frans-Nederlandse uitdrukkingen.
- In 2022 bracht Noir Dessin Production een versie van het Smurfenverhaal De Smurfen en de paarse bonen uit in het Brussels dialect.[1]
- In 1975 werd een wedstrijd voor jong zangtalent in het Brussels dialect gehouden en gewonnen door de groep "d'Oillestroat" met eigen composities, die verwerkt werden in het radioprogramma In 't lieg plafon van de toenmalige VRT.
- De Fanfaar is een rockgroep die in het Brussels zingt. Zij zijn bekend geworden door hun vertolking van 'Gigippeke van Meulebeik', dat oorspronkelijk door Urbanus werd gezongen in het Brussels dialect.
- Elk jaar wordt in Brussel de driekoningenmis in het Brusselse dialect gehouden.[2]
- Brussels Volkstejoêter voert voortdurend toneelstukken op in het Brusselse dialect.